# Брадли (Калифорнија)
Брадли (енгл. Bradley) насељено је место без административног статуса у америчкој савезној држави Калифорнија.

## Демографија
По попису из 2010. године број становника је 93, што је 27 (-22,5%) становника мање него 2000. године.
| Група             | 2000.      | 2010.      |
| Белци             | 89 (74,2%) | 80 (86,0%) |
| Афроамериканци    | 0 (0,0%)   | 0 (0,0%)   |
| Азијати           | 0 (0,0%)   | 0 (0,0%)   |
| Хиспаноамериканци | 28 (23,3%) | 11 (11,8%) |
| Укупно            | 120        | 93         |